# Vsё budet chorošo!
Vsё budet chorošo! (Всё будет хорошо!) è un film del 1995 diretto da Dmitrij Astrachan.

## Trama
Ostello di lavoro nella provincia russa. In questo luogo miserabile appare una coppia brillante: l'eccentrico milionario Konstantin Smirnov e suo figlio, il premio Nobel Pёtr. Mentre Smirnov, avendo conosciuto la sua amata donna dai tempi del "sovok", prepara le nozze del figlio, Pёtr si innamora della bella sposa e cerca di rubarla proprio da sotto il corridoio.